# Jeep Honcho
Der Jeep Honcho war ein Ausstattungspaket für die großen Jeep-Pick-ups der J-Serie und wurde von 1976 bis 1983 angeboten. Es bestand aus Zierstreifen und Emblemen und manchmal gab es auch serienmäßig eine Levi’s-Innenausstattung oder einen Überrollbügel. Der Jeep Honcho war einer aus mehreren Ausstattungspaketen, die für die Pick-ups der J-Serie Mitte bis Ende der 1970er-Jahre angeboten wurden, wie zum Beispiel auch den Golden Eagle und den 10-4, bei dem es zu den Zierstreifen auch ein Radio dazugab. Das Honcho-Paket gab es nur für die sportlichen Pick-ups mit kurzer Ladefläche. Von 1980 bis 1982 wurden nur 1264 Exemplare dieser Version hergestellt. Das Leergewicht wird mit 1231 kg angegeben.

## Trivia

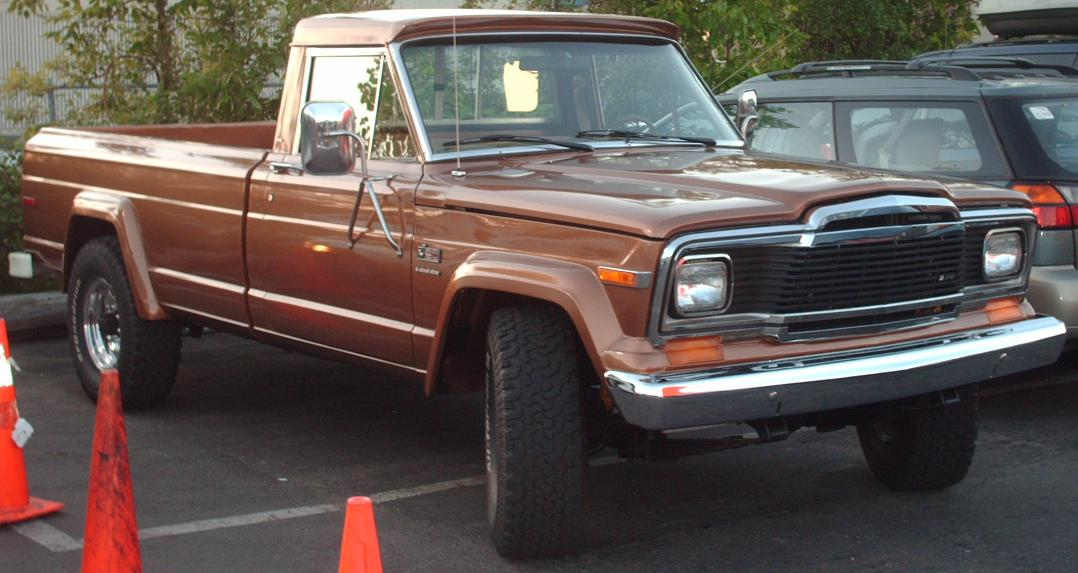
Jeep Honcho

- Entgegen dem weitläufigen Glauben war Honcho nicht der Name der großen Jeep-Pick-ups nachdem AMC 1963 die Firma von Kaiser-Jeep übernommen hatte. Diese hießen noch einige Jahre Jeep Gladiator und waren dann einfach als „J-Serie-Pick-ups“ bekannt.
- Zierausstattungspakete gab es in den 1970er-Jahren für viele Jeep-Fahrzeuge, einschließlich eines „Cherokee Chief“ genannten Paketes für den Jeep Cherokee. Das oben erwähnte „Golden-Eagle“-Paket gab es auch für den CJ und den Cherokee.
- Ein gelber Jeep Honcho mit blauen Zierstreifen war im Film Twister (1996) zu sehen.